# Escuréu
Escuréu és una parròquia del conceyu asturià de Pravia. Té una població de 77 habitants (INE Arxivat 2016-03-03 a Wayback Machine. 2011) i ocupa una extensió de 7,03 km².
La parròquia està dedicada a Sant Jaume (Santiago). També es pot destacar el Palau de Cuervo i Miranda del segle xviii, blasonat amb escut d'armes, és de planta rectangular, amb cos avançat a la dreta on s'estén un corredor de reixes de fusta.
Per el nucli passava el Camí de Sant Jaume i continuava fins a Villafría, on es trobava la Malateria de Sant Llàtzer (San Llázaru).

## Barris
- Escoréu
- La Pandiella
- Ucea
- Villarigán